# Джордж Галловей
Джордж Га́лловей (англ. George Galloway; 16 серпня 1954 м. Данді, Шотландія, Велика Британія) — британський лівий політичний активіст, письменник та колишній член парламенту Великої Британії. Відомий головним чином своїми політичними ескападами та скандалами, наприклад — опозиції уряду Великої Британії у зв'язку з війною в Іраку, підтримці російського режиму Путіна, сирійського режиму Асада та іншими.

## Політична біографія
Через гостру критику Лейбористської партії, до якої він належав під час вторгнення США та Великої Британії до Іраку, його було виключено з партії. У січні 2004 р. він заснував власну партію «Респект», на чолі якої він знову виграв вибори і здобув місце у парламенті. Протягом років Галловей залишався критиком політики Великої Британії та США на Близькому Сході і зокрема підтримки Ізраїлю у війнах з його сусідами. Галловей також висловив свій жаль з приводу розпаду СРСР, оскільки, це на його думку призвело до однополярного світу та неконтрольованої поведінки США на світовій арені.

## Факти
- Наприкінці 2013 назвав Путіна «людиною року», заявив що Путін і Лавров за їх підтримку режиму Башара Асада у Сирії — «врятували світ від катастрофи» і запропонував дати Путіну Нобелівську премію миру[2].
- У травні 2014 він зажадав від принца Чарльза щоб той вибачився за порівняння Путіна з Гітлером[3].
- У кабінеті своєї розкішно обставленої 3-поверхової садиби на почесному місці він тримає великий портрет Че Гевари.

## Скандали приватного життя
- У березні 2012, через 4 місяці після того як його третя дружина народила дитину, одружився за мусульманським законом вчетверте на Путрі Гаятрі Первіті (Putri Gayatri Pertiwi), яка на 31 рік молодша за нього та на два роки молодша його дочки від першого шлюбу Люсі. Британське законодавство юридично не визнає мусульманські закони про шлюб з кількома жінками. «Він вчинив двоєжонство» — звинуватив Галловея батько його третьої дружини Хашем Хусейні[4]

## Виноски
1. ↑  https://www.workwithdata.com/person/george-galloway-1954
2. ↑  The Voice of Russia: President Putin man of the year [Архівовано 18 травня 2015 у Wayback Machine.](англ.)
3. ↑  РИА Новости: Политик: принцу Чарльзу следует извиниться перед Путиным [Архівовано 18 травня 2015 у Wayback Machine.](рос.)
4. ↑  George Galloway, 58, marries fourth wife 31 years his junior as ex father-in-law accuses him of bigamy [Архівовано 14 лютого 2015 у Wayback Machine.](англ.)